# Артур Джордж Перкін
Артур Джордж Перкін (англ. Arthur George Perkin; 13 грудня 1861, Садбері, Англія — 30 травня 1937, Лідс, Англія) — англійський хімік-органік, що прославився як талановитий вчений в галузі хімії природних органічних  барвників.
Член  Лондонського королівського товариства, почесний доктор наук, професор  Лідського університету, викладач Йоркширського коледжу.

## Дитинство і шкільні роки
Артур Перкін народився в місті Садбері, графство Мідлсекс в Східній  Англії, в родині відомого вченого  Вільяма Генрі Перкіна (старшого) і Джеміни Гарріет. Він був другою дитиною Вільяма Перкіна, який на той момент вже мав старшого сина  Вільяма Генрі Перкіна (молодшого). У дитинстві Артур був вкрай слабкою дитиною. Його мати, Джеміна, померла незабаром після пологів через хворобу легенів. Коли його батько вдруге одружився з Міс А. Моллво, Артуру Перкіну було 6 років, і його відправили в школу-інтернат в Маргате, звідки він приїжджав додому тільки на канікули. У віці 10 років він був прийнятий до Лондонської школи, в Маргате, де на той момент вже навчався його старший брат. Там Перкін вперше почав вивчати природничі дисципліни. Його першим учителем в Лондонській школі був Генрі Дарем. Кожні вихідні Артур зі своїм братом Вільямом Генрі (молодшим) приїжджали додому, де весь час проводили в спеціально обладнаному приміщенні в саду свого будинку в Садбері, займаючись проведенням різних експериментів.

## Освіта
У жовтні 1878 Артур Перкін був прийнятий в Королівський хімічний коледж, що розташовувався на півдні Кенсінгтона, де на 2 курсі вже навчався його старший брат Вільям. Під час навчання в коледжі під керівництвом Франкленда і Гутрі Артур в 1880 році опублікував свою першу наукову статтю. Потім він провів рік (1880—1881) в коледжі Андерсона, в Глазго, навчаючись у Е.Дж. Міллса. У 1881 році Артур виграв стипендію на навчання в йоркширському коледжі, в Лідсі, яку надала компанія Worshipful Company of Clothworkers. Там Перкін трудився під керівництвом професора Хаммела, голови відділення хімії барвників.